# Matthew Briggs
Matthew Anthony Briggs (Wandsworth, Londres, Inglaterra, 9 de marzo de 1991), más conocido como Matthew Briggs, es un exfutbolista guyanés que jugaba de defensa. Durante doce años fue el jugador más joven de la historia de la Premier League, jugando su primer partido con solo 16 años y 65 días.

## Trayectoria
El primer partido de Briggs en el Fulham fue contra el Middlesbrough Football Club, el último día de la temporada 2006-07, como sustituto por Moritz Volz en el minuto 77. El Fulham perdió 3-1 en el Riverside Stadium del Middlesbrough.
El 16 de enero de 2010 fue fichado por el Leyton Orient Football Club hasta el 13 de febrero. Su único partido fue contra el Yeovil Town Football Club en Football League One el 19 de enero y el equipo ganó 2-0.
En la temporada 2010-11 Briggs jugó su primer partido en el Fulham desde el 2007, en una victoria de 6-0 contra el Port Vale Football Club en el League Cup, el 25 de agosto de 2010. Jugó además tres partidos en la Premier League, uno contra el Chelsea y dos contra el Arsenal.

## Selección nacional
Briggs jugó en la selección inglesa sub-19 en el Euro 2009 y 2010 y el Copa Mundial de Fútbol Sub-20 de 2009 en Egipto. Su primer partido en la selección sub-21 fue contra Azerbaiyán en casa, en la calificación para el Euro 2013, su equipo ganó 6-0 el 1 de septiembre de 2011.

### Participaciones en Copas del Mundo
| Mundial                               | Sede   | Resultado    |
| ------------------------------------- | ------ | ------------ |
| Copa Mundial de Fútbol Sub-20 de 2009 | Egipto | Primera fase |

## Clubes
| Club                               | País       | Año       |
| ---------------------------------- | ---------- | --------- |
| Fulham F. C.                       | Inglaterra | 2007-2014 |
| Leyton Orient F. C. (cedido)       | Inglaterra | 2010      |
| Peterborough United F. C. (cedido) | Inglaterra | 2012      |
| Bristol City F. C. (cedido)        | Inglaterra | 2012      |
| Watford F. C. (cedido)             | Inglaterra | 2013      |
| Millwall F. C.                     | Inglaterra | 2014-2015 |
| Colchester United F. C. (cedido)   | Inglaterra | 2015      |
| Colchester United F. C.            | Inglaterra | 2015-2017 |
| Chesterfield F. C.                 | Inglaterra | 2017-2018 |
| Barnet F. C.                       | Inglaterra | 2018      |
| Maldon & Tiptree F. C.             | Inglaterra | 2018-2019 |
| HB Køge                            | Dinamarca  | 2019-2020 |
| Dartford F. C.                     | Inglaterra | 2020      |
| Vejle Boldklub                     | Dinamarca  | 2020-2021 |
| Gosport Borough F. C.              | Inglaterra | 2021-2023 |
| Horsham F. C.                      | Inglaterra | 2023      |